# Nicolás Suescún
Nicolás Suescún Peña (Bogotá, 5 de mayo de 1937-14 de abril de 2017) fue un escritor y artista colombiano, reconocido por su poesía, narrativa y sarcásticos collages. También traductor, profesor, periodista y diseñador gráfico. Adelantó estudios secundarios y universitarios en Estados Unidos y en Francia. Durante varios años dirigió la revista Eco, una de las publicaciones influyentes en la difusión de la poesía en Colombia. Fue jefe de redacción y colaborador de la revista Cromos, donde escribió sobre política internacional, cronista de política internacional en El Espectador y estuvo a cargo de la página de reseñas literarias de la revista Diners. Los collages con los que ilustraba su obra en revistas, de fuerte contenido sarcástico sobre realidades sociales, han sido exhibidos en diversas exposiciones (por ejemplo en Berlín, en 1976). Tradujo al español libros de Ambrose Bierce, Anne Marie Garat, Arthur Rimbaud, Christopher Isherwood, Gustave Flaubert, Honore de Balzac, Jaime Manrique, Robert Louis Stevenson, Stephen Crane, Wade Davis, William Blake, William Butler Yeats, William Shakespeare y William Somerset Maugham entre otras muchas obras de humanidades y negocios. Ha traducido además al inglés poemas de Mario Rivero y Raúl Gómez Jattin. Su obra Los cuadernos de N (1994) es una especie de Antinovela muy apreciada por un sector de la contracultura juvenil colombiana de los años 1990.

## Obras publicadas
Cuento
- El retorno a casa, 1971
- El último escalón, 1974
- El extraño y otros cuentos, 1980
- Oniromanía, 1996
- Cuentos semicompletos 2019

Poesía
- La vida es, 1986
- Tres a.m., 1986
- La voz de nadie, 2000
- Bag bag, 2003
- Este realmente no es el momento, 2007
- Empezar en cero, 2007
- Jamás tantos muertos y otros poemas, 2008

Novela
- Los cuadernos de N, 1994
- Opiana, 2015

## Premios y reconocimientos
- Premio vida y obra, 2010[5][6]